# Howard Greer
Pour les articles homonymes, voir Greer.

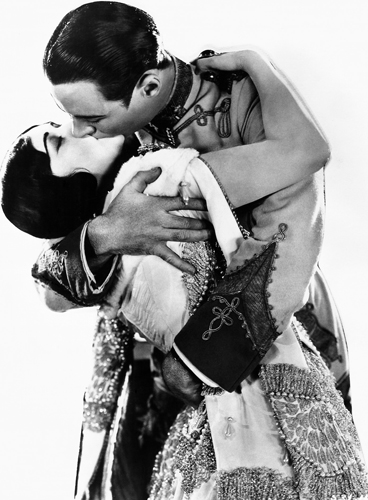
Robe de Pola Negri (avec Rod La Rocque), pour Paradis défendu (1924)

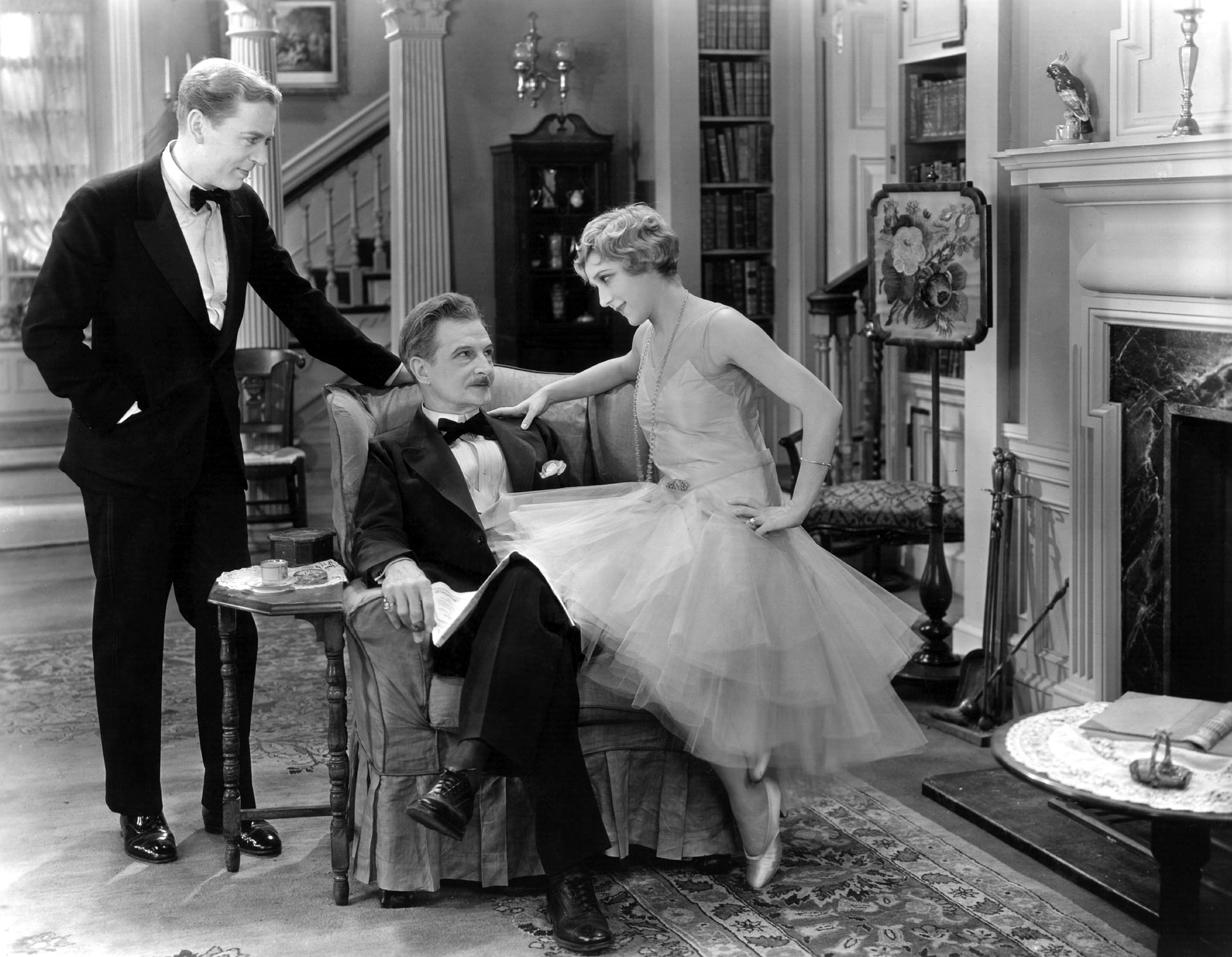
Robe de Mary Pickford (avec Matt Moore et John St. Polis), pour Coquette (1929)

Howard Greer (parfois crédité Greer) est un costumier et couturier américain, né le 16 avril 1886 à Rushville (Illinois), mort le 7 avril 1974 à Culver City (Californie).

## Biographie
Howard Greer devient créateur de mode en 1916 chez Lucile, à New York et Chicago,  avant de s'enrôler en France durant la Première Guerre mondiale. Celle-ci achevée, il travaille à Paris et Londres pour Lucile, Edward Molyneux et Paul Poiret, jusqu'en 1921, année où il regagne les États-Unis. Il fait alors un passage par Broadway et contribue à la revue The Greenwich Village Follies, représentée de septembre 1922 à mars 1923.
Cette même année 1923, il intègre la Famous Players-Lasky Corporation (Paramount Pictures), où son premier film comme costumier est La Caravane vers l'Ouest de James Cruze (1923, avec Lois Wilson). Y suivent notamment Paradis défendu d'Ernst Lubitsch (1924, avec Pola Negri) et The Lucky Lady de Raoul Walsh (1926, avec Greta Nissen). À noter qu'Edith Head et Travis Banton débutent à ses côtés au sein de cette compagnie qu'il quitte en 1927.
L'année suivante (1928), Howard Greer fonde à Los Angeles sa propre maison de couture qui fonctionne jusqu'à son retrait en 1962. Dans ce cadre, il habille notamment Theda Bara, Greta Garbo, Rita Hayworth et Shirley Temple. 
Au cinéma, il collabore en tout à trente-cinq films américains, quasi exclusivement pour les costumes féminins (robes principalement). Après quatre films pour divers studios sortis de 1929 à 1932 (dont Coquette de Sam Taylor en 1929, avec Mary Pickford), il est costumier à la RKO Pictures, depuis The Animal Kingdom d'Edward H. Griffith (1932, avec Ann Harding et Myrna Loy) jusqu'à French Line de Lloyd Bacon (son dernier film, 1954, avec Jane Russell), en passant entre autres par L'Impossible Monsieur Bébé d'Howard Hawks (1938, avec Katharine Hepburn) et Un cœur à prendre de Sam Wood (1946, avec Ginger Rogers). Exception notable, La Maison du docteur Edwardes d'Alfred Hitchcock (1945, avec Ingrid Bergman), est produit par Selznick International Pictures.
Pour la télévision, Howard Greer participe à la série The George Burns and Gracie Allen Show (en), habillant Gracie Allen pour quatorze épisodes, diffusés en 1951 et 1952.
Il est l'auteur d'une autobiographie publiée en 1951 (référencée ci-après).

## Théâtre à Broadway
- 1922-1923 : The Greenwich Village Follies of 1922, revue, musique de Louis A. Hirsch, Irving Caesar et Harry Ruby, lyrics de John Murray Anderson, Irving Caesar et Bert Kalmar, livret de George V. Hobart, direction musicale d'Alfred Newman

## Filmographie

### Cinéma (sélection)
- 1923 : La Caravane vers l'Ouest (The Covered Wagon) de James Cruze
- 1923 : La Danseuse espagnole (The Spanish Dancer) de Herbert Brenon (pour Pola Negri)
- 1923 : Les Dix Commandements (The Ten Commandments) de Cecil B. DeMille
- 1924 : Paradis défendu (Forbidden Paradise) d'Ernst Lubitsch (pour Pola Negri)
- 1925 : Locked Doors de William C. de Mille
- 1926 : The Lucky Lady de Raoul Walsh
- 1929 : Coquette de Sam Taylor (pour Mary Pickford)
- 1932 : The Animal Kingdom d'Edward H. Griffith (pour Ann Harding et Myrna Loy)
- 1933 : La Phalène d'argent (Christopher Strong) de Dorothy Arzner (pour Katharine Hepburn)
- 1934 : Princesse par intérim (Thirty Day Princess) de Marion Gering (pour Sylvia Sydney)
- 1938 : Amanda (Carefree) de Mark Sandrich (pour Ginger Rogers)
- 1938 : Madame et son clochard (Merrily We Live) de Norman Z. McLeod (pour Billie Burke)
- 1938 : L'Impossible Monsieur Bébé (Bringing Up Baby) d'Howard Hawks (pour Katharine Hepburn)
- 1939 : Veillée d’amour (When Tomorrow Comes) de John M. Stahl (pour Irene Dunne)
- 1939 : Elle et lui (Love Affair) de Leo McCarey (pour Irene Dunne)
- 1939 : Un ange en tournée (Fifth Avenue Girl) de Gregory La Cava (pour Ginger Rogers)
- 1940 : Mon épouse favorite (My Favorite Wife) de Garson Kanin (pour Irene Dunne)
- 1941 : Histoire inachevée (Unfinished business) de Gregory La Cava (pour Irene Dunne)
- 1944 : Vacances de Noël (Christmas Holiday) de Robert Siodmak (pour Deanna Durbin)
- 1944 : Une femme sur les bras (Practically Yours) de Mitchell Leisen (pour Claudette Colbert)
- 1944 : Hollywood Parade (Follow the Boys) d'A. Edward Sutherland et John Rawlins (pour Vera Zorina)
- 1945 : Deanna mène l'enquête (Lady on the train) de Charles David (pour Deanna Durbin)
- 1945 : La Maison du docteur Edwardes (Spellbound) d'Alfred Hitchcock (pour Ingrid Bergman)
- 1946 : Le Secret de la madone (The Madonna's Secret) de Wilhelm Thiele (pour Gail Patrick)
- 1946 : Un cœur à prendre (Heartbeat) de Sam Wood (pour Ginger Rogers)
- 1949 : Mariage compliqué (Holiday Affair) de Don Hartman (pour Janet Leigh)
- 1951 : Fini de rire (His Kind of Woman) de John Farrow et Richard Fleischer (pour Jane Russell)
- 1952 : Scandale à Las Vegas (The Las Vegas Story) de Robert Stevenson (pour Jane Russell)
- 1952 : Le Masque arraché (Sudden Fear) de David Miller (pour Joan Crawford)
- 1954 : French Line (The French Line) de Lloyd Bacon (pour Jane Russell)

### Série télévisée
- 1951-1952 : The George Burns and Gracie Allen Show (en), saisons 1 et 2, 14 épisodes (pour Gracie Allen)